# Borki (Ładzice)
Pour les articles homonymes, voir Borki.
Borki (prononciation [ˈbɔrki]) est une localité de la gmina de Ładzice, du powiat de Radomsko, dans la voïvodie de Łódź, située dans le centre de la Pologne.

## Administration
De 1975 à 1998, la localité était attachée administrativement à l'ancienne voïvodie de Piotrków.

Depuis 1999, elle fait partie de la nouvelle voïvodie de Łódź.